# Josef Kalabus
Josef Kalabus (ur. 1908, zm. 1995) – czeski robotnik, przodownik pracy, bohater pracy socjalistycznej, członek Komunistycznej Partii Czechosłowacji.

## Życiorys
W młodości działał w Robotniczym Związku Gimnastycznym. Od lutego 1948 był przedstawiany jako wzorowy działacz ruchu stachanowskiego (czes. údernické hnutí) i organizator współzawodniczących ze sobą zmian (czes. údernických směn). Opisywano go jako uświadomionego nosiciela zasad postępowego porządku. Od końca lat 50. XX wieku propagował działalność brygad pracy socjalistycznej w Vítkovických železárnach w Ostrawie. W 1951 został wybrany na przewodniczącego krajowego komitetu Komunistycznej Partii Czechosłowacji w Ostrawie (kraj morawsko-śląski). Był pierwszym czechosłowackim metalowcem, który otrzymał tytuł bohatera pracy socjalistycznej (29 kwietnia 1962). Z tego powodu otrzymał jedno z najnowocześniejszych mieszkań należących do witkowickich zakładów metalurgicznych (na Kolonii Jubileuszowej). 

## Kultura
W 1974 Miroslav Hrubý nakręcił o nim film dokumentalny zatytułowany Josef Kalabus - hrdina socialistické práce.